# Гераклид Миласский
Геракли́д Мила́сский, или Гераклид из Миласы (др.-греч. Ἡρακλείδης ὁ Μύλασος) — древнегреческий полководец и флотоводец VI—V веков до н. э.
Согласно Геродоту, сын Ибаноллия из Миласы (Кария, в то время часть державы Ахеменидов). В ходе Ионийского восстания командовал силами восставших в битве при Педасе около 497 года до н. э., где было уничтожено попавшее ночью в засаду персидское войско, включая военачальников. Также Геродот называет «сыном Ибаноллия из Миласы» некоего Олиата, о котором известно, что около 500 года до н. э. он был тираном этого города.
Предположительно после поражения восстания, как и другой его предводитель — Дионисий Фокейский, бежал на запад. Отождествляется с Гераклидом Миласским, который, согласно небольшому сохранившемуся фрагменту труда Сосила Лакедемонского, командовал флотом массалиотов в битве при Артемисии с карфагенянами. Сосил называет его «одним из умнейших людей своего времени». В битве греки одержали победу благодаря применённому Гераклидом тактическому приёму др.-греч. διέκπλους (приблизительный перевод — «прорыв через строй кораблей противника»). И. Ш. Шифман допускает, что Гераклид мог участвовать в этой битве (у которой нет надёжной датировки) не только после Ионийского восстания, но и до него.